# София Амалия фон Пфалц-Цвайбрюкен
София Амалия фон Пфалц-Цвайбрюкен (* 15 декември 1646, Саарбрюкен; † 30 ноември 1695, Гелнхаузен) от младата линия Цвайбрюкен на род Вителсбахи, е пфалцграфиня при Рейн от Пфалц-Цвайбрюкен и чрез женитби графиня на Хоенлое във Вайкерсхайм и пфалцграфиня при Рейн и херцогиня на Бавария и Цвайбрюкен-Биркенфелд-Гелнхаузен.

## Произход
Тя е третата дъщеря на пфалцграф и херцог Фридрих фон Пфалц-Цвайбрюкен (1616 – 1661) и съпругата му Анна Юлиана фон Насау-Саарбрюкен (1617 – 1667), дъщеря на граф Вилхелм Лудвиг фон Насау-Саарбрюкен.

## Фамилия
Първи брак: през 1678 г. в Майзенхайм с граф Зигфрид фон Хоенлое-Вайкерсхайм (1619 – 1684). Тя е втората му съпруга. Те нямат деца. Зигфрид умира на 26 април 1684 г. във Вайкерсхайм.
Втори брак: на 30 май 1685 г. във Вайкерсхайм за пфалцграф Йохан Карл фон Пфалц-Биркенфелд-Гелнхаузен (1638 – 1704). Те имат една дъщеря:
- Магдалена Юлиана фон Биркенфелд-Гелнхаузен (* 26 февруари 1686; † 5 ноември 1720), омъжена на 26 ноември 1704 г. във Франкфурт за херцог Йоахим Фридрих фон Шлезвиг-Холщайн-Пльон (1668 – 1722)